# Vale Formoso
Vale Formoso era una freguesia portuguesa del municipio de Covillana, distrito de Castelo Branco.

## Localización
Vale Formoso se encontraba en la parte nordeste del municipio, a unos 22 km de la ciudad de Covillana y a más de 500 metros de altitud. 

## Historia
Denominada hasta el 6 de agosto de 1949 Aldeia do Mato, esta freguesia perteneció originalmente al municipio de Valhelhas, y al extinguirse este en 1855 pasó al de Covillana.
Fue suprimida el 28 de enero de 2013, en aplicación de una resolución de la Asamblea de la República portuguesa promulgada el 16 de enero de 2013 al unirse con la freguesia de Aldeia do Souto, formando la nueva freguesia de Vale Formoso e Aldeia do Souto.